# Sonneville
Sonneville è un comune francese soppresso e frazione del dipartimento della Charente nella regione della Nuova Aquitania. Dal 1º gennaio 2016 si è fuso insieme al comune di Plaizac con il comune di Rouillac.

## Società

### Evoluzione demografica
Abitanti censiti